# Condado de Douglas (Minnesota)
O Condado de Douglas é um dos 87 condados do estado americano do Minnesota. A sede do condado é Alexandria, e sua maior cidade é Alexandria.
O condado possui uma área de 1 865 km² (dos quais 222 km² estão cobertos por água), uma população de 32 821 habitantes, e uma densidade populacional de 20 hab/km² (segundo o censo nacional de 2000). O condado foi fundado em 1855.